# Багатолінійна еволюція
Багатолінійна еволюція — це соціальна теорія 20-го століття про еволюцію суспільств і культур . Він складається з багатьох конкуруючих теорій різних соціологів та антропологів. Ця теорія замінила старіший набір теорій однолінійної еволюції 19-го століття, де еволюціоністи були глибоко зацікавлені в узагальненнях. 
Коли критика класичного соціального еволюціонізму стала широко прийнятою, сучасні антропологічні та соціологічні підходи змінилися, щоб відобразити їхню реакцію на критику попередників. Сучасні теорії обережно уникають безпідставних, етноцентричних спекуляцій, порівнянь або ціннісних суджень, більш-менш розглядаючи окремі суспільства як такі, що існують у своїх власних історичних контекстах. Ці умови стали основою для нових теорій, таких як культурний релятивізм і мультилінійна еволюція, які критикують узагальнення культури та гіпотетичні стадії еволюції.

## Історія
Близько 1940 року низка американських антропологів почала відкидати ідеї однолінійного еволюціонізму та універсального еволюціонізму і перейшла до ідеї багатолінійного еволюціонізму. Ця теорія зосереджувалася на процесі, за якого культура рухається вперед низкою шляхів, що складаються з різних стилів і тривалості.

### Підходи
До середини ХХ століття антропологи почали критикувати узагальнення культури та гіпотетичні стадії культурної еволюції, і натомість започаткували нову тенденцію розглядати всі культури як унікальні залежно від часу та місця.
Леслі Вайт відкидав протиставлення «примітивних» і «сучасних» суспільств, але стверджував, що суспільства можна розрізняти за кількістю енергії, яку вони використовують, і що збільшення енергії дозволяє досягти більшої соціальної диференціації. Вайт мислив у широких, універсальних схемах, тоді як антропологи, такі як Джуліан Стюард, віддавали перевагу більш обмеженій, мультилінійній стратегії. Стюард відкидав поняття прогресу 19 століття і натомість звертав увагу на дарвінівське поняття «адаптації», стверджуючи, що всі суспільства мають певним чином адаптуватися до свого середовища, але цей процес може відрізнятися в різних культурах.  Таким чином, Джуліан Стюард пов'язав багатолінійну еволюцію з ідеєю культурної екології.
Антропологи Маршалл Саллінс і Елман Сервіс написали книгу «Еволюція і культура», в якій вони спробували синтезувати підходи Уайта і Стюарда. Саллінс і Сервіс стверджують, що суспільства розвиваються в процесі спеціалізованої адаптації до свого середовища проживання і сусідніх суспільств, і що саме відмінності в навколишньому середовищі та історичні контакти призводять до культурної диверсифікації.
Раніше культурну еволюцію розглядали майже так само, як біологічну, але багато антропологів швидко відкинули це порівняння. Стюард писав, що на відміну від біологічної еволюції, в культурній еволюції передбачається, що культурні моделі в різних частинах світу генетично не пов'язані між собою, проте в однолінійній еволюції вважалося, що вони проходять через паралельні послідовності. Сахлінс і Сервіс також відкинули це порівняння, заявивши, що культурні відмінності можуть передаватися між різними лініями шляхом дифузії, чого не може статися в біологічній еволюції.
Теорія багатолінійної еволюції розглядає процес культурного розвитку як адаптацію до природних ресурсів за допомогою технологічних проривів, а також як протидію зовнішньому культурному впливу. В результаті цього процесу адаптації культури формують нові риси, які називаються «винаходами», а нові елементи стають доступними з інших культур за допомогою «дифузії». Хоча теорії антропологів щодо мультилінійної еволюції дещо відрізняються, більшість з них сходяться на думці, що жодні конкретні еволюційні зміни не відбуваються в усіх культурах одночасно, але всі людські суспільства загалом еволюціонують або прогресують.
Інші антропологи, такі як Пітер Вайда та Рой Раппапорт, продовжили розвивати або реагувати на роботу Вайта та Стюарда, наприклад, розробляючи теорії культурної екології та екологічної антропології. До кінця 1950-х років такі учні Стюарда, як Ерік Вольф та Сідні Мінц, відвернулися від культурної екології та звернулися до марксизму, теорії світових систем, теорії залежності та культурного матеріалізму Марвіна Гарріса .

### Двадцять перше століття
Сьогодні більшість антропологів продовжують відкидати уявлення про прогрес 19 століття та три початкові припущення про однолінійну еволюцію. Слідуючи Стюарду, вони серйозно ставляться до взаємозв'язку між культурою та її середовищем, намагаючись пояснити різні аспекти культури. Але більшість сучасних культурних антропологів прийняли загальний системний підхід, розглядаючи культури як нові системи, і стверджують, що необхідно враховувати все соціальне середовище, яке включає політичні та економічні відносини між культурами. Є й інші, які продовжують відкидати еволюційне мислення в цілому і замість цього розглядають історичні випадковості, контакти з іншими культурами та функціонування культурних символічних систем. [потрібне джерело] В результаті спрощене поняття «культурна еволюція» стало менш корисним і поступилося місцем цілій серії більш нюансованих підходів до взаємозв'язку культури та середовища. У галузі досліджень розвитку такі автори, як Амартія Сен, розробили розуміння «розвитку» та «процвітання людини», яке також ставить під сумнів більш спрощені уявлення про прогрес, зберігаючи при цьому значну частину свого первісного натхнення. 